# شبه جزيرة كولون

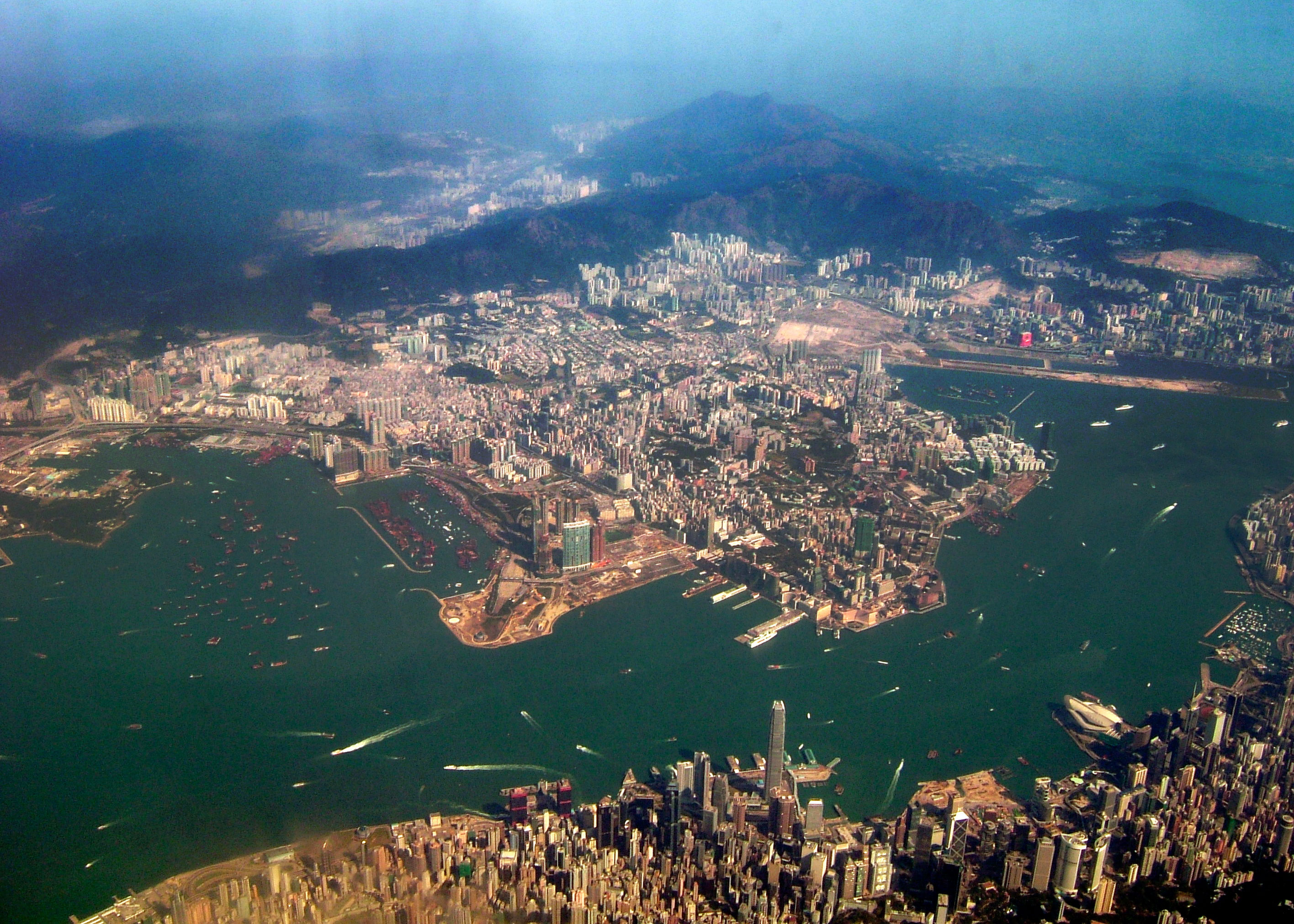
رؤية جوية لشبه جزيرة كولون من جزيرة هونغ كونغ

شبه جزيرة كولون تُشكل شبه الجزيرة الجزء الجنوبي من مساحة اليابسة التابع لإقليم هونغ كونغ.
جغرافيا، فإن مصطلح «شبه جزيرة كولون» قد يشير أيضا إلى المنطقة الواقعة جنوب سلسلة جبال بيكون هيل، ليون روك، تاتيس كايرن وكولون بياك وغيرها. تغطي الجزيرة خمسة من ثمانية عشر منطقة التابعة لهونغ كونغ. يقع خليج كولون في الشمال الشرقي من شبه الجزيرة.